# Ruth von Essen
Ruth Ingrid von Essen, född Wallenberg 16 juli 1880 i Skeppsholms församling i Stockholms stad, död 31 maj 1972 i Lovö församling i Stockholms län, var en svensk friherrinna och hovfunktionär.

## Biografi
Ruth von Essen föddes 1880 i Stockholm. Hon var dotter till bankdirektören André Oscar Wallenberg och Anna von Sydow. von Essen var statsfru hos drottning Victoria 1924–1930 och hos kung Gustaf V 1930–1950. 1928 mottog hon Konung Gustaf V:s jubileumsminnestecken. Hon avled 1972 i Lovö socken.

### Familj

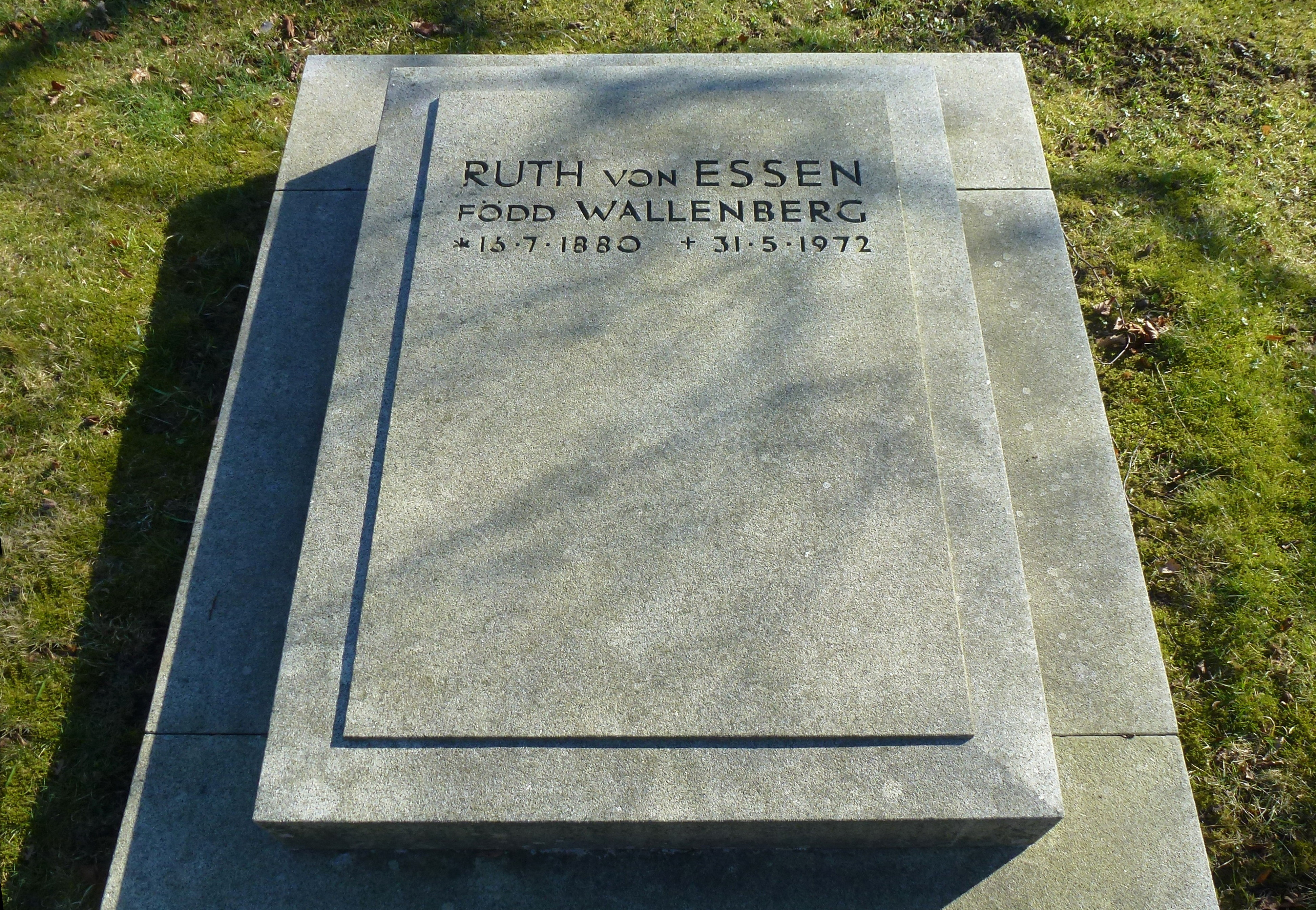
Ruth von Essens gravsten.

Ruth Wallenberg gifte sig 12 september 1900 i Jacobs kyrka i Stockholm med översten, friherre Carl von Essen (1873–1960). De fick tillsammans barnen Magnus von Essen (1901–1980), Anne-Marie von Essen (1907–1992), som var gift med hovjägmästaren friherre Carl Otto Palmstierna och mor till bankdirektören Jacob Palmstierna, samt direktör Nils Fredrik von Essen (1909–1993), som var far till Madeleine Reuterskiöld.